# عزرا ميلر (سياسي)
عزرا ميلر (بالإنجليزية: Ezra Miller)‏ هو قاضي صلح ‏ وسياسي أمريكي، ولد في 12 مايو 1812، وتوفي في 9 يوليو 1885. حزبياً، نشط في الحزب الديمقراطي. وقد انتخب عضو مجلس ولاية نيوجيرسي وانتخب عضو مجلس ولاية ويسكونسن.